# Coupe du Portugal de football 1955-1956
Navigation
1954-1955 1956-1957

La Coupe du Portugal de football 1955-1956 est la 16e édition de la Coupe du Portugal de football, considéré comme le deuxième trophée national le plus important derrière le championnat. 
La finale est jouée le 27 mai 1956, au stade national du Jamor, entre le FC Porto et le SC União Torreense. Le FC Porto remporte son premier trophée en battant l'União Torreense 2 à 0.

## Finale
| 27 mai 1956 | FC Porto         | 2 - 0   | SC União Torreense | Stade national du Jamor     |                             |
|             |                  | (1 - 0) |                    | Arbitrage : Hermínio Soares | Arbitrage : Hermínio Soares |
|             | Feuille de match |         |                    | Arbitrage : Hermínio Soares | Arbitrage : Hermínio Soares |